# Judson
Judson és una concentració de població designada pel cens dels Estats Units a l'estat de Carolina del Sud. Segons el cens del 2000 tenia 2.456 habitants.

## Demografia
Segons el cens del 2000, Judson tenia 2.456 habitants, 940 habitatges i 604 famílies. La densitat de població era de 1.170,7 habitants/km².
Dels 940 habitatges en un 32,2% hi vivien nens de menys de 18 anys, en un 32,1% hi vivien parelles casades, en un 23,9% dones solteres, i en un 35,7% no eren unitats familiars. En el 29,6% dels habitatges hi vivien persones soles el 10,5% de les quals corresponia a persones de 65 anys o més que vivien soles. El nombre mitjà de persones vivint en cada habitatge era de 2,61 i el nombre mitjà de persones que vivien en cada família era de 3,23.
Per edats la població es repartia de la següent manera: un 29,2% tenia menys de 18 anys, un 8% entre 18 i 24, un 30,1% entre 25 i 44, un 21,9% de 45 a 60 i un 10,7% 65 anys o més.
L'edat mediana era de 34 anys. Per cada 100 dones de 18 o més anys hi havia 92,5 homes.
La renda mediana per habitatge era de 23.839 $ i la renda mediana per família de 28.043 $. Els homes tenien una renda mediana de 22.021 $ mentre que les dones 21.333 $. La renda per capita de la població era de 12.979 $. Entorn del 17,7% de les famílies i el 20% de la població estaven per davall del llindar de pobresa.

## Poblacions més properes
El següent diagrama mostra les poblacions més properes.